# مقاطعة إيجرود
مقاطعة إيجرود هي إحدى مقاطعات محافظة زنجان الإيرانية، وقد بلغ عدد سكان هذه المقاطعة (وفقاً لإحصائيات عام 2006 م) حوالي 35,661 نسمة يتوزَّعون على 9,029 عائلة، وهم - كغالبية مدن محافظة زنجان - من الأقلية الآذرية في إيران، وكلهم من الشيعة الإثني عشرية. وتنقسم هذه المقاطعة إلى ضاحيتين؛ الضاحية المركزية، وضاحية حلب، ومدينة زرين آباد هي مركز الضاحية المركزية ومركز المقاطعة، وأمَّا ضاحية حلب فمركزها مدينة حلب.